# 웹툰 목록
다음은  웹툰의 목록이다.

## 기본
- 연도별 웹툰 목록
- 웹툰 작가 목록

## 장르별
- 로맨스 웹툰 목록
- 코미디 웹툰 목록
- 판타지 웹툰 목록
- 옴니버스 웹툰 목록

## 플랫폼별
- 네이버 웹툰 목록
- 다음 웹툰 목록
- 케이툰 목록
- 레진코믹스 웹툰 목록
- 배틀코믹스 웹툰 목록
- 버프툰 웹툰 목록

## 파생작
- 웹툰 단행본 목록
- 웹툰을 원작으로 삼은 영화 목록
- 웹툰을 원작으로 삼은 드라마 목록
- 웹툰을 원작으로 삼은 게임 목록